# Битка код Никуа
Битка код Никуа је била битка између арапских муслиманских снага под генералом Амр ибн ел Асом и снага Византијског царства у Египту у мају 646. године

## Преглед
Након победе у бици код Хелиополиса у јулу 640. године и касније предаје Александрије у новембру 641. године, арапске трупе преузеле су римску провинцију Египат. Новопостављени византијски цар Констан II одлучио је да поврати претходно изгубљене територије, па је наредио великој флоти да пребаци трупе у Александрију. Ове трупе су, под Манојлом, заузеле град изненадним нападом, напавши том приликом мањи арапски гарнизон стациониран у граду крајем 645. године током напада са мора. Тако су Византијци 645. године привремено повратили Александрију. Амр је у то време вероватно боравио у Меки али је брзо позван да преузме команду над арапским снагама у Египту.
Битка се одиграла на месту малог утврђеног града Никиоу (коптски: ϣ ϣ ⲁ ϯ Пашати), на око две трећине пута од Александрије до Фустата, са арапским снагама које су бројале око 15.000 људи, против осетно мање византијске војске. Арапске снаге су их надјачале, па су се византијске трупе повукле у нереду, назад у Александрију.
Иако су Византијци затворили капије испред Арапа који су их прогонили, град Александрија је ипак на крају пао у Арапске руке, када су они успели да се пробију у град током лета исте године. Пораз Манојлових снага означен је као последњи покушај Византијског царства да поново заузме Египат у током наредних 500 година, а само је цар Манојло I Комнин у 12. веку тамо у истом циљу послао једну експедицију која није имала већег успеха.

Тада је Амр ибн Ал Ас написао писмо калифу које је гласило: 
| „ | Заузео сам гарад за који само могу рећи да садржи 4.000 палата, 1.200 бакалница и 40.000 јевреја. | ” |

По наређењу калифа он је напустио Александрију и основао нову престоницу, по имену Фустат.